# Mambomania
Mambomania (ang. Mad About Mambo) – brytyjsko-irlandzka komedia romantyczna z 2000 roku.

## Fabuła
Danny Mitchell jest uczniem jednej z katolickich szkół w Zachodnim Belfaście. Jego największym marzeniem jest zostać znanym piłkarzem. Żeby to osiągnąć chłopiec zaczyna intensywnie trenować. Równocześnie by poprawić swoją technikę, zapisuje się nawet na kurs tańca. Tam poznaje piękną Lucy McCloughlin, w której się zakochuje.

## Obsada
- William Ash: Danny Mitchell
- Keri Russell: Lucy McLoughlin
- Maclean Stewart: Mickey
- Tim Loane: McBride
- Russell Smith: Gary
- Joe Rea: Spike
- Julian Littman: Rudi Morelli
- Daniel Caltagirone: Carlos Rega
- Alan McKee: Frank Mallin
- Terry Byrne: Insegnante di Gaelico
- Aingeal Grehan: Mrs. Mitchell
- Gavin O’Connor: Seamus Mitchell
- Brian Cox: Sidney McLoughlin
- Rosaleen Linehan: Mrs. Burns